# Spoorlijn Leeuwarden - Anjum
De spoorlijn Leeuwarden – Anjum, ook wel Dokkumer Lokaaltje genoemd, was een spoorlijn tussen Station Leeuwarden en Station Anjum, de oostelijke tak van het voormalige spoornetwerk van de Noord-Friesche Locaalspoorweg-Maatschappij (NFLS).

## Geschiedenis

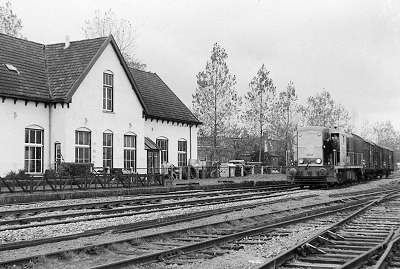
Station Stiens in 1974.

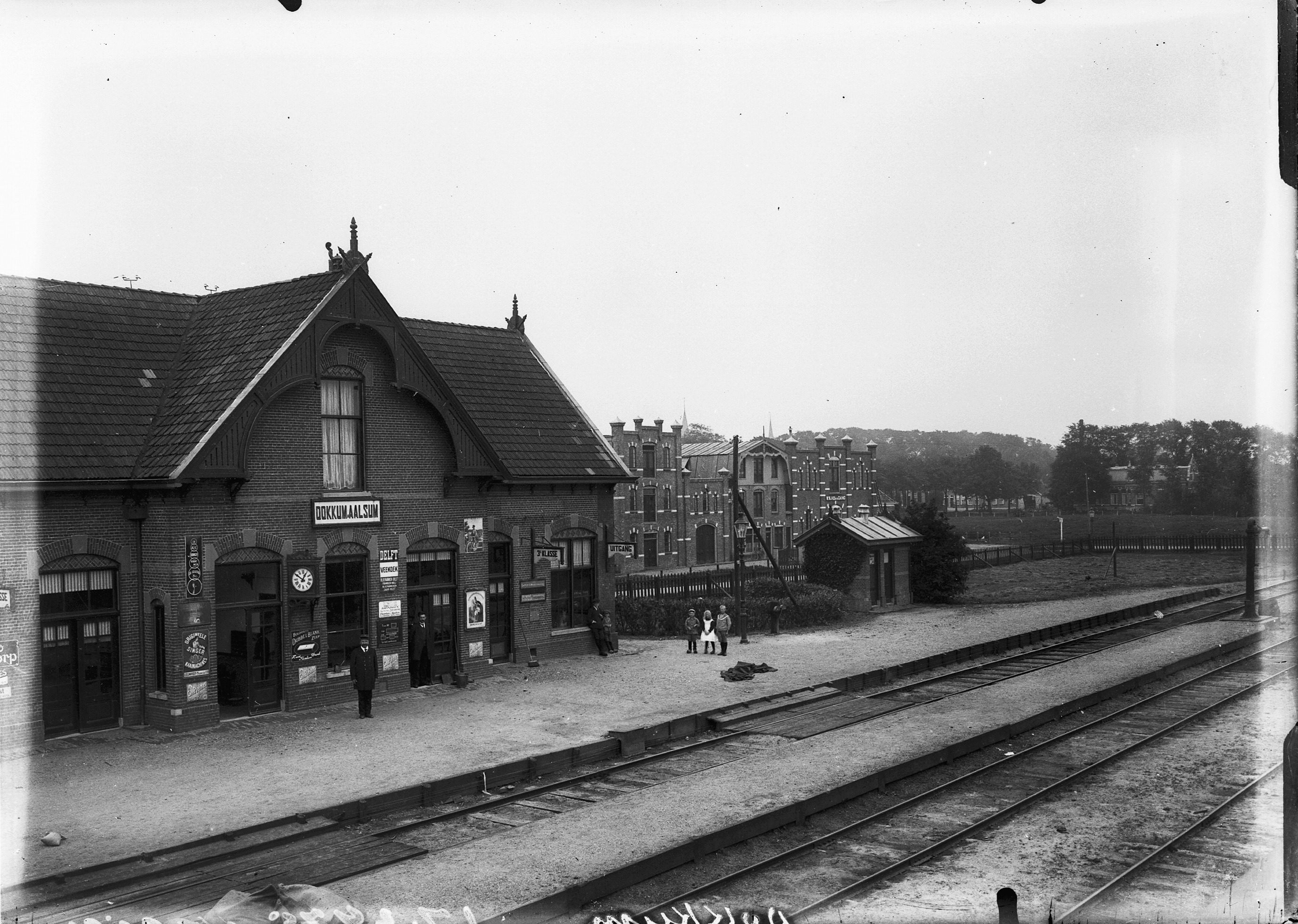
Station Dokkum-Aalsum

Op 31 mei 1899 werd de Noord-Friesche Locaalspoorweg-Maatschappij (NFLS) opgericht. Op 22 april 1901 reed de eerste reizigerstrein op het traject Leeuwarden – Ferwerd. Nog geen zes maanden later op 2 oktober 1901 werd het traject Ferwerd - Metslawier geopend. Pas twaalf jaar later op 24 augustus 1913 werd het traject Metslawier - Anjum geopend. Door de jaren heen heeft de spoorlijn veel pieken en dalen meegemaakt op financieel gebied. Zo leverde het goederenvervoer veel winst op. Het was zelfs zo druk met goederentreinen dat de spoorlijn daar te weinig capaciteit voor had. Met name een gebrek aan laad- en losplaatsen zorgde ervoor dat bij diverse (goederen)stations goederen langs het spoor opgeslagen stonden. Desondanks werd op 1 december 1905 de exploitatie van de spoorlijn overgenomen door de Hollandsche IJzeren Spoorweg-Maatschappij.
Vrijwel alle spoorwegovergangen waren onbeveiligd op het traject. Diverse lokale overheden en organisaties vroegen de NFLS om een aantal spoorwegovergangen te beveiligen. Deze voorstellen keurde de NFLS altijd af, omdat dit hun geld kostte en niks opleverde. Tevens moest er voor spoorwegovergangen extra personeel aangenomen werden. Uiteindelijk onder druk van de minister werden een aantal overwegen beveiligd. Dit was voor de NFLS een flinke financiële tegenslag. Uiteindelijk heeft de crisis van de jaren 30 en de concurrentie van de autobus ervoor gezorgd dat reizigersvervoer op de lijn gestaakt werd.
Op 1 januari 1935 werd de spoorlijn overgenomen door de Nederlandse Spoorwegen, die de regie nam over de sluitingen. Eerst viel voor reizigers het doek op traject Dokkum-Aalsum - Anjum op 15 mei 1935. Het jaar daarop, op 1 juli 1936, werd op de rest van de spoorlijn (Leeuwarden - Dokkum-Aalsum) het reizigersvervoer gestaakt. Dit traject werd op 28 mei 1940 heropend, maar na zeven maanden op 1 december weer opgeheven. Het reizigersvervoer werd overgenomen door de bussen van de NOF te Dokkum, een in 1938 opgericht fusiebedrijf dat in 1942 een spoordochter werd.
Station Jelsum werd in 1944 bij een geallieerd bombardement, gericht op de nabij gelegen Fliegerhorst Leeuwarden, getroffen door een voltreffer. Er vielen geen slachtoffers.
Het goederenvervoer op de spoorlijn heeft uiteindelijk nog doorgelopen tot en met de jaren 90 van de 20e eeuw. Het goederenvervoer werd het eerst gestaakt op het traject Dokkum-Aalsum - Anjum in 1942, waarna het spoor direct opgebroken werd. Tussen Dokkum-Aalsum en Stiens werd het goederenvervoer gefaseerd gestaakt tussen 1972 en 1975, waarna tussen 1978 en 1980 de opbraak van dit traject plaatsvond. Op het laatste traject Leeuwarden - Stiens staakte het goederenvervoer in 1997. In dat jaar maakte voor het laatst een trein (type Talent) een speciale rit over het traject. De opbraak begon gefaseerd in 2006. In het voorjaar van 2011 werden de laatste restanten opgebroken in opdracht van ProRail. Als eerste werd de sectie Jelsum-Stiens geruimd. Daarna volgde het stuk Jelsum-Vliegbasis-Westeinde. Het stuk tussen de Harlingerstraatweg en de Sem Dresdenstraat bleef, geheel overwoekerd, liggen en is eigendom van de gemeente Leeuwarden en werd alsnog in 2013 opgebroken. Het brughoofd van de draaibrug over de Harlingervaart bleef als monument staan. De spoorbruggen tussen Jelsum en Stiens zijn door ProRail ook verwijderd, maar aangekocht door de gemeente Leeuwarderadeel. Deze liggen in een loods nabij het station van Stiens, en worden na een eventuele grondoverdracht teruggeplaatst.
In de jaren 10 van de 21e eeuw probeerde de Stichting Noord-Friesche Lokaal Spoorwegmaatschappij om op een deel van het voormalige traject spoorfietsen te introduceren voor toeristen/recreanten tussen Jelsum en Stiens. Na jarenlange juridische en politieke spanningen besloot de lokale overheid op het traject een fietspad aan te leggen. Ook wilde de stichting spoorfietsen mogelijk maken op het traject Dokkum - Metslawier. Dit leidde tot protesten bij boeren. Er werd gerekend op 8000 tot 17000 bezoekers per jaar. In 2015 zette de gemeente een streep door het plan.

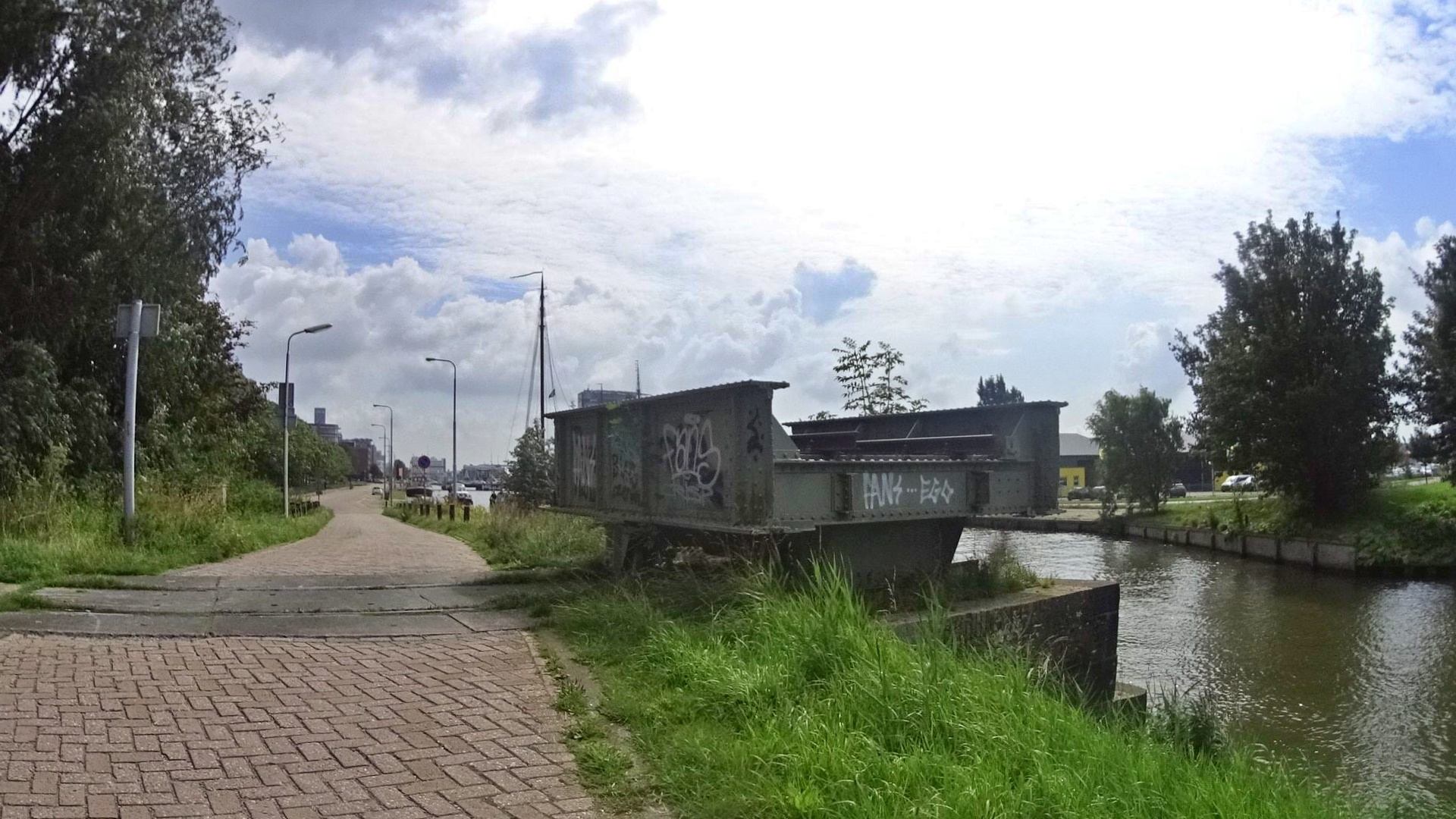
Het restant van de spoorbrug over de Harlingervaart voordat het in 2019 verdween

In 17 september 2019 berichtte het Leeuwarder Courant dat het monument van het brughoofd van de voormalige draaibrug over de Harlingervaart plots verdwenen was. De gemeente gaf aan niet te weten wie en waarom het monument verwijderd heeft. Er was nooit opdracht gegeven voor het verwijderen van het brughoofd. In datzelfde jaar werd naar de fundamenten van station Jelsum gegraven om het station eventueel weer op te bouwen.

## Restanten
Een aantal bouwwerken van de voormalige spoorlijn zoals stationsgebouwen en brughoofden is anno 2020 bewaard gebleven. Ook de spoordijk is grotendeels nog zichtbaar. Op sommige spoordijken heeft de rails plaatsgemaakt voor een fiets- en voetpad of wegen voor het wegverkeer. Op een aantal voormalige spoorwegovergangen hebben lokale overheden/organisaties spoorwegattributen geplaatst zoals andreaskruizen. Dit is onder andere te zien aan Sem Dresdenstraat te Leeuwarden.

### Afbeeldingen

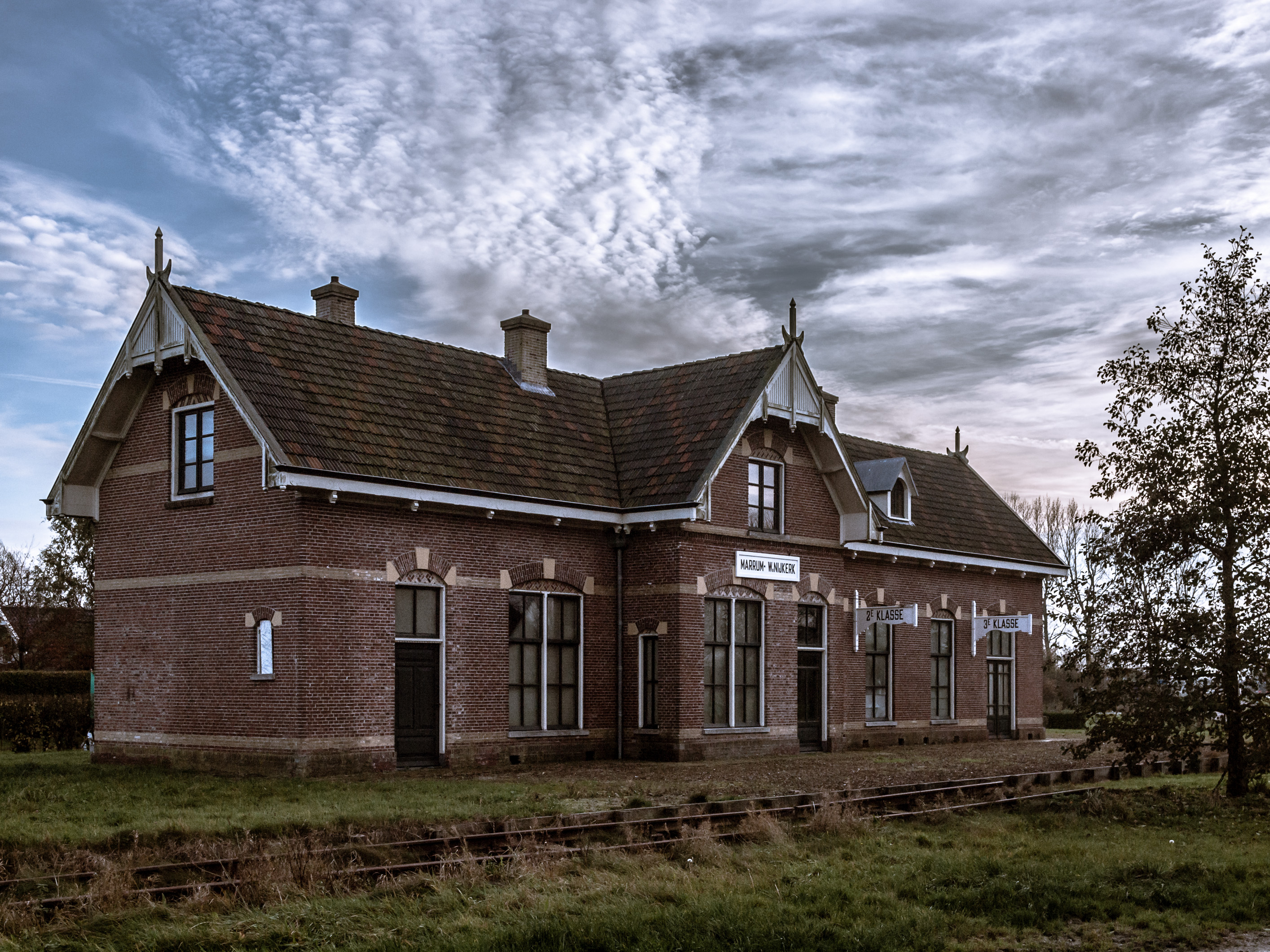
Station Marrum-Westernijkerk anno 2012
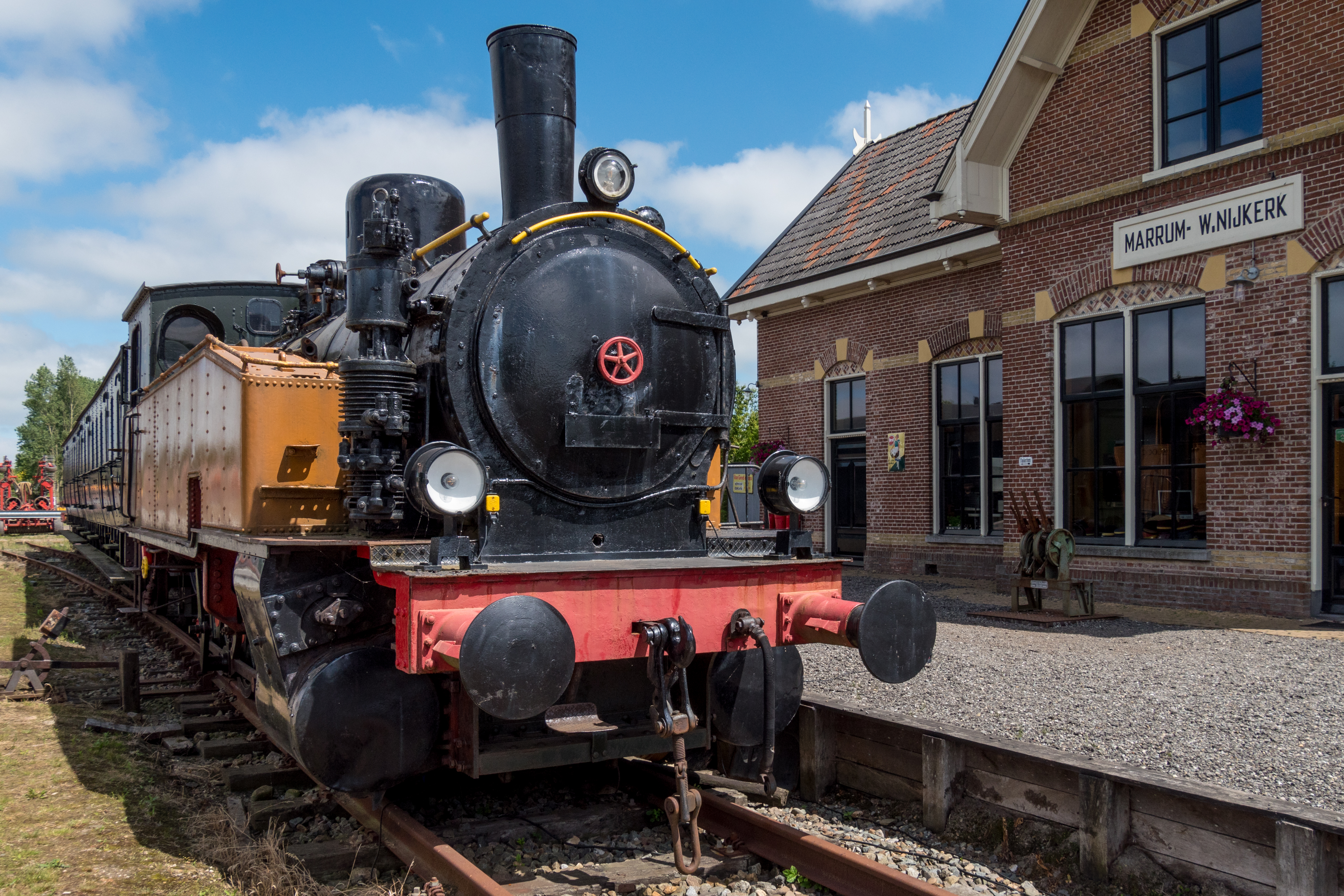
Stoomlocomotief voor station Marrum-Westernijkerk in 2019
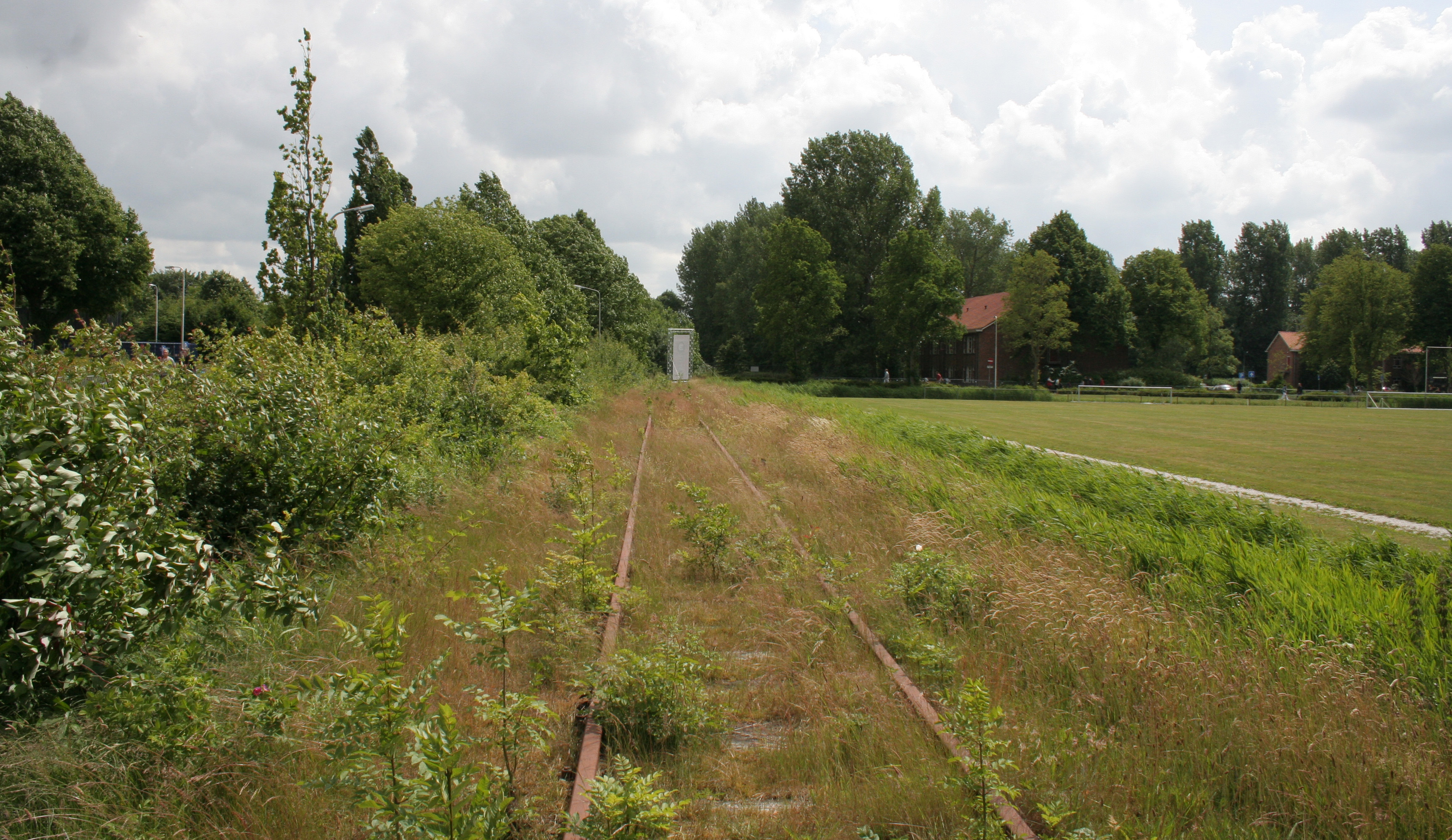
Restanten van de spoorlijn ter hoogte van de luchtmachtbasis Leeuwarden anno 2008.
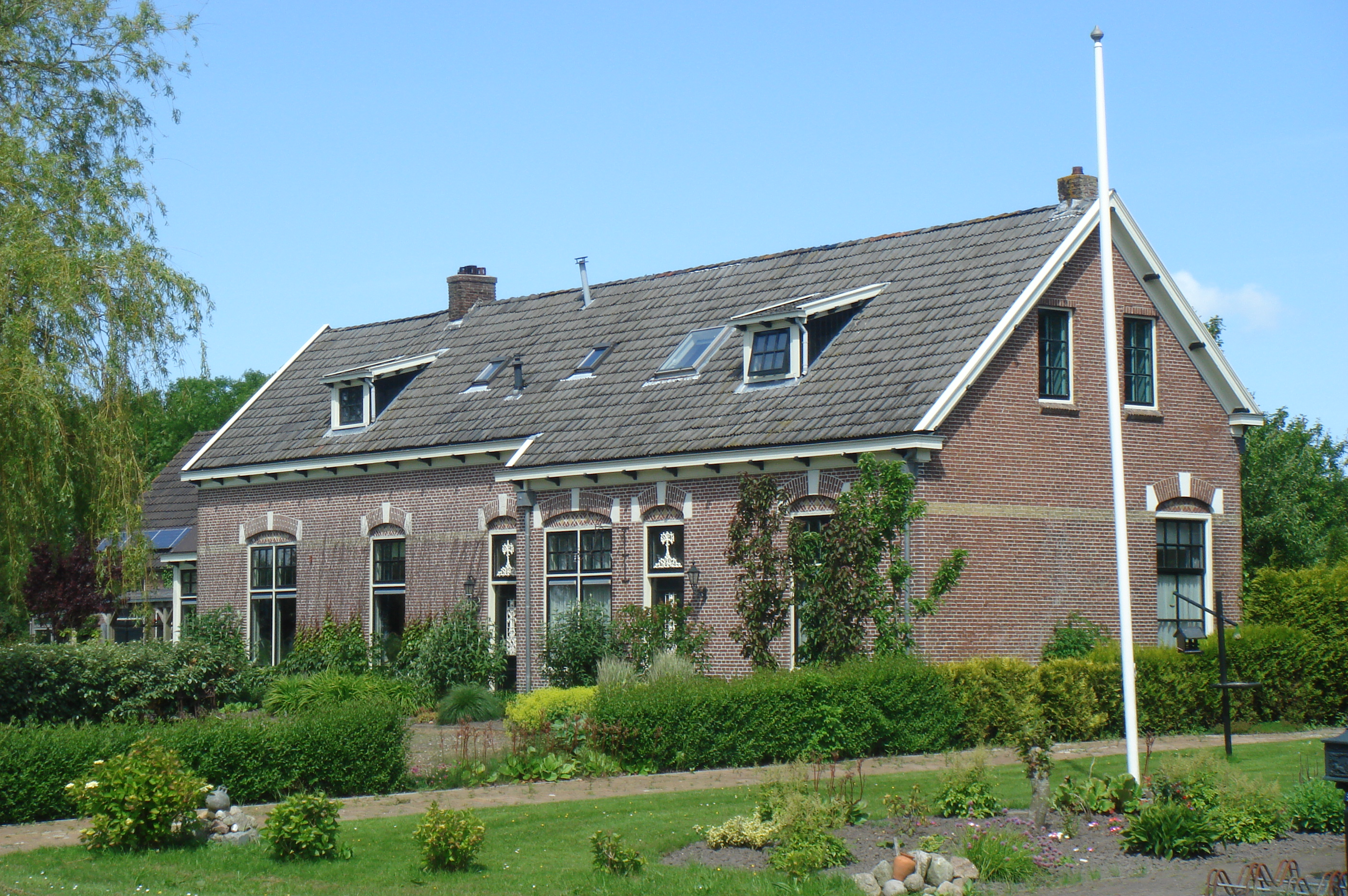
Station Anjum anno 2009
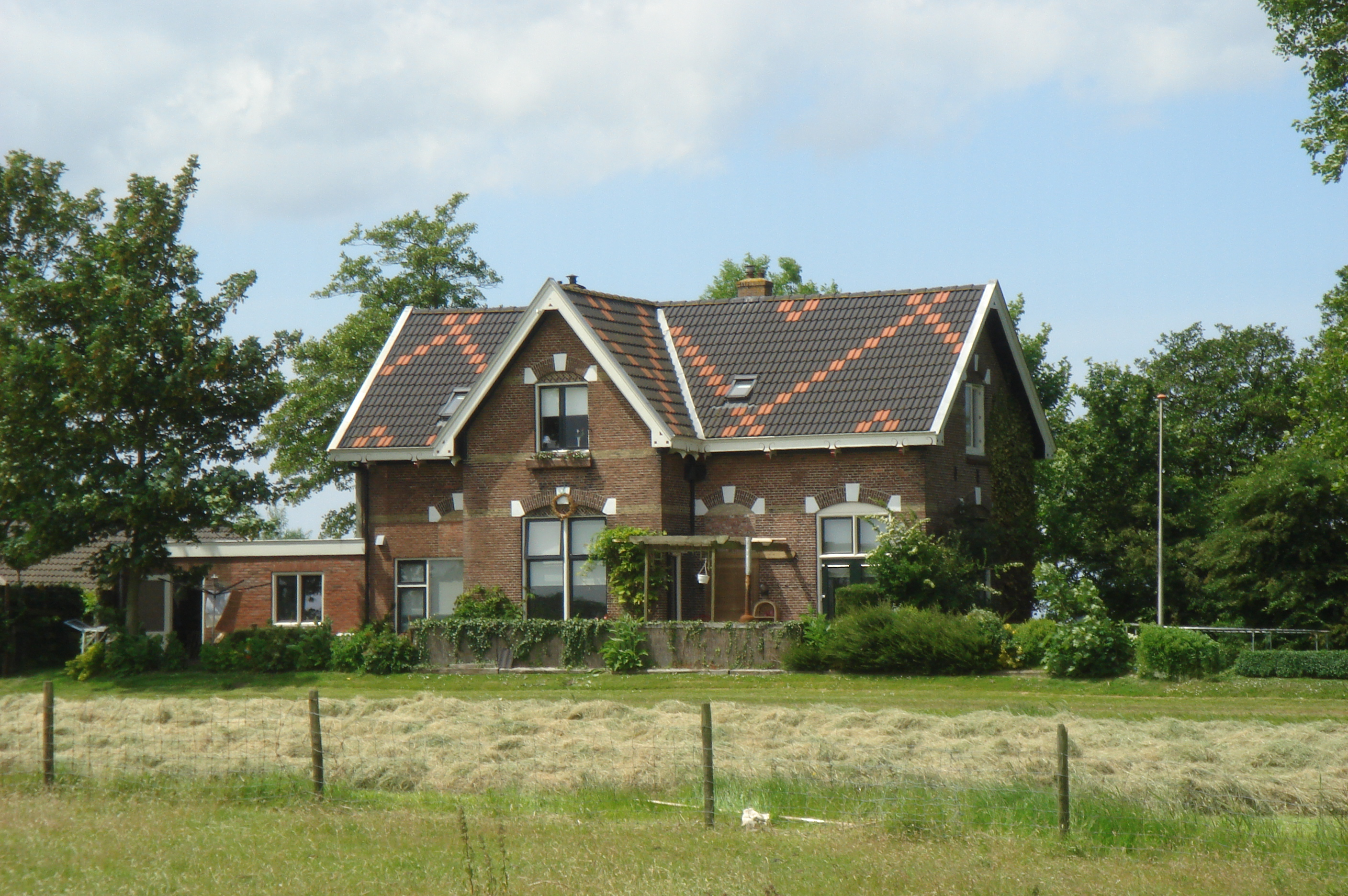
Station Hijum anno 2009
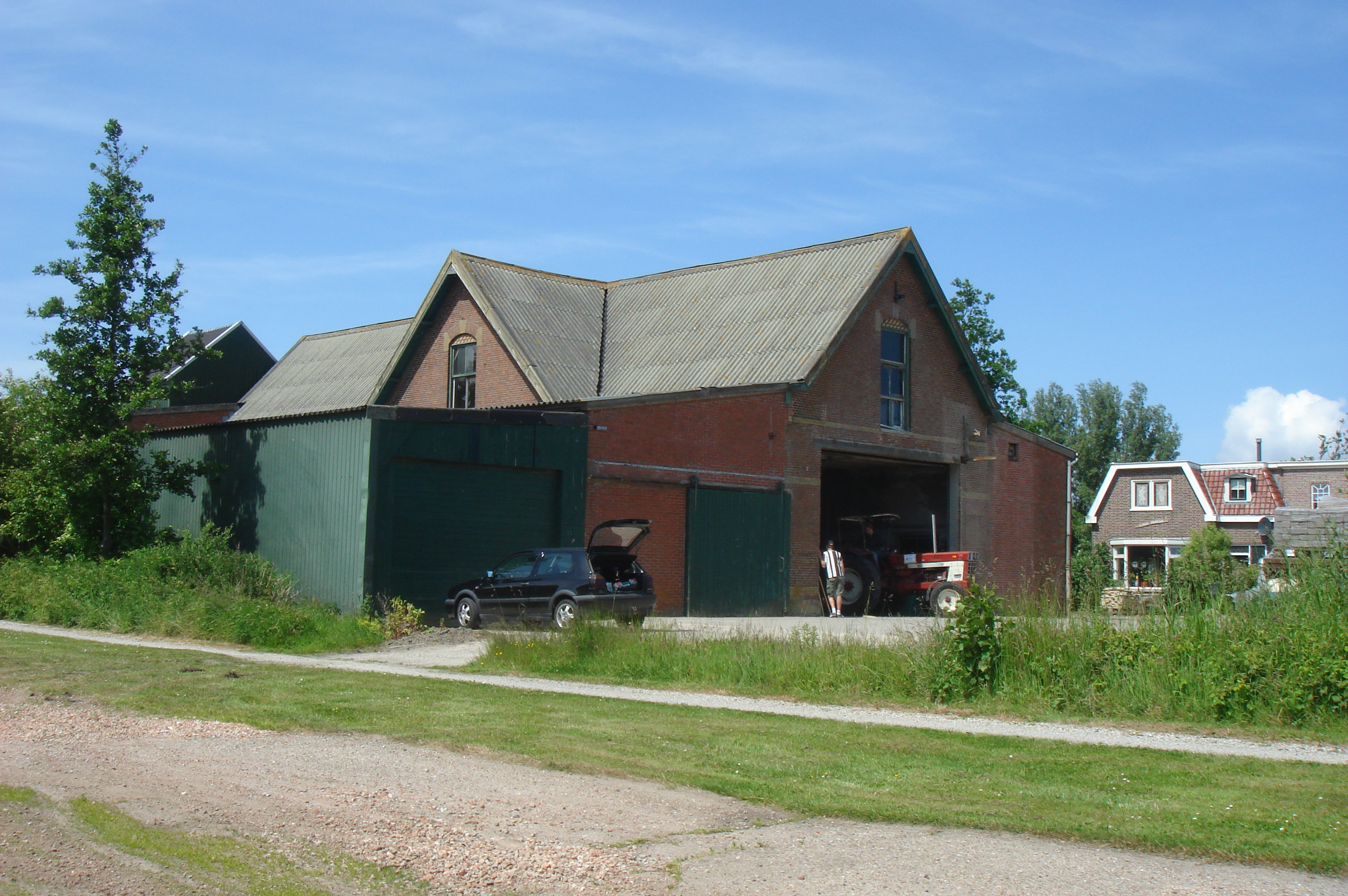
Station Holwerd anno 2009
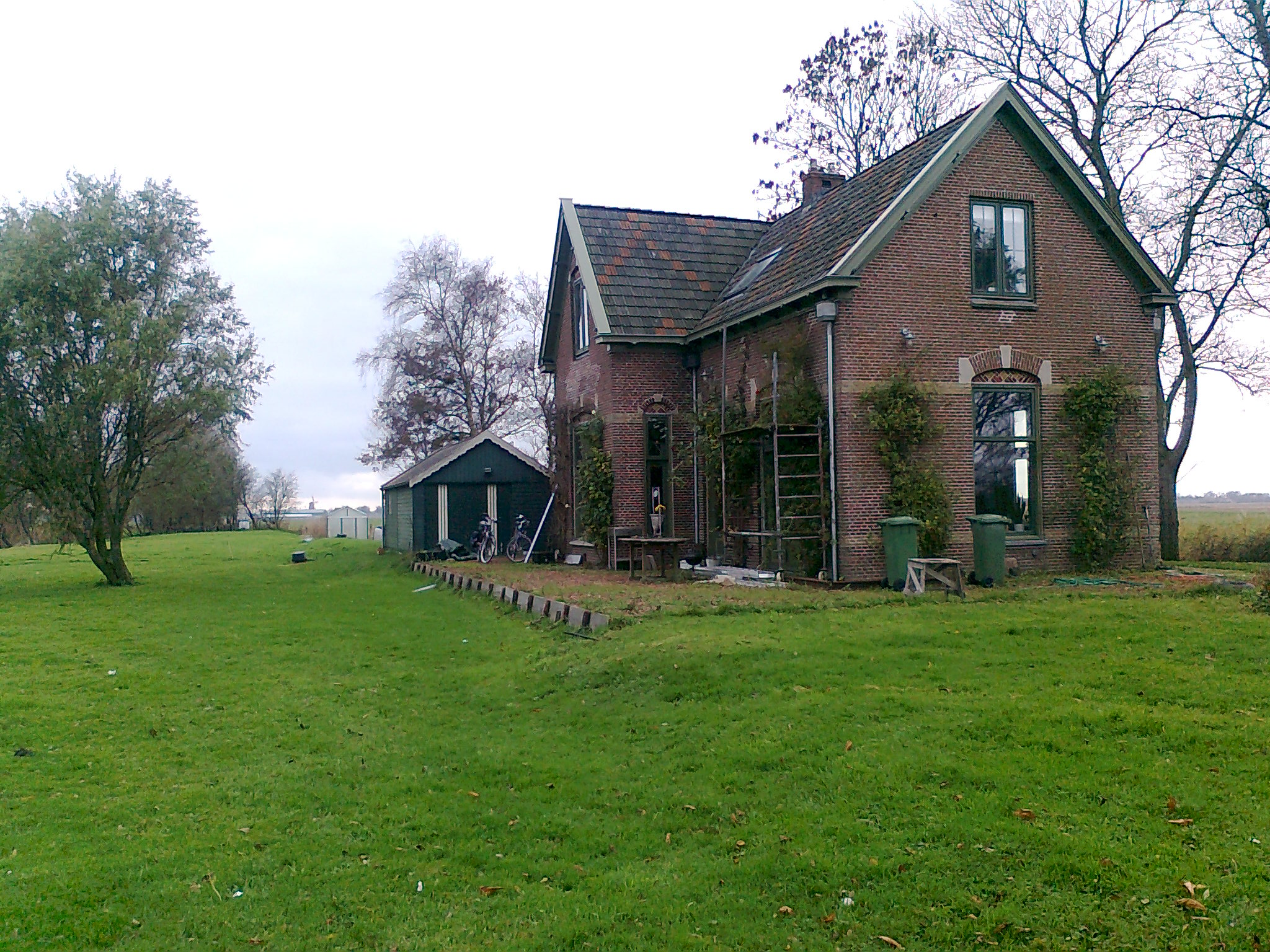
Station Morra-Lioessens anno 2011
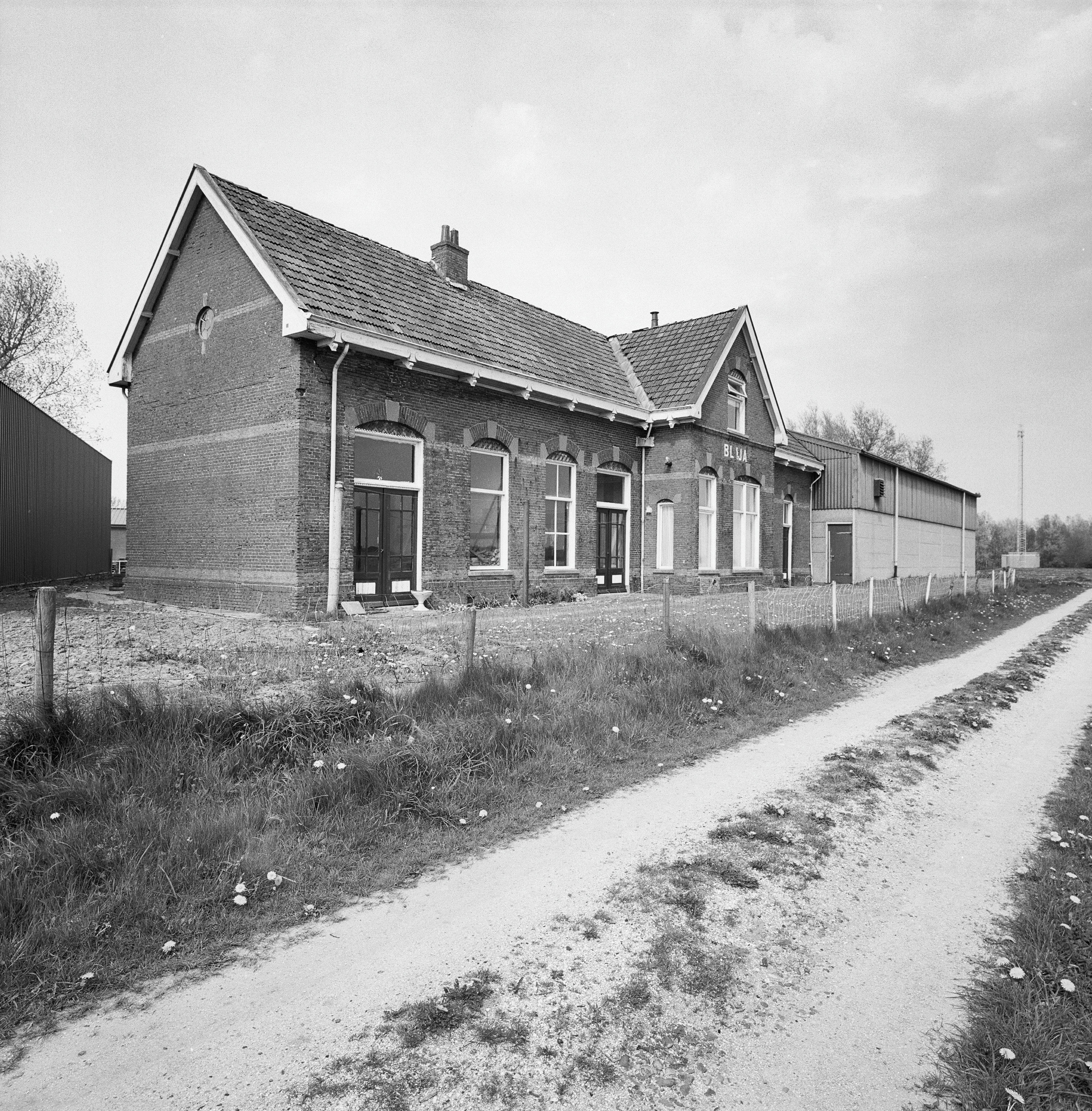
Station Blija anno april 2000
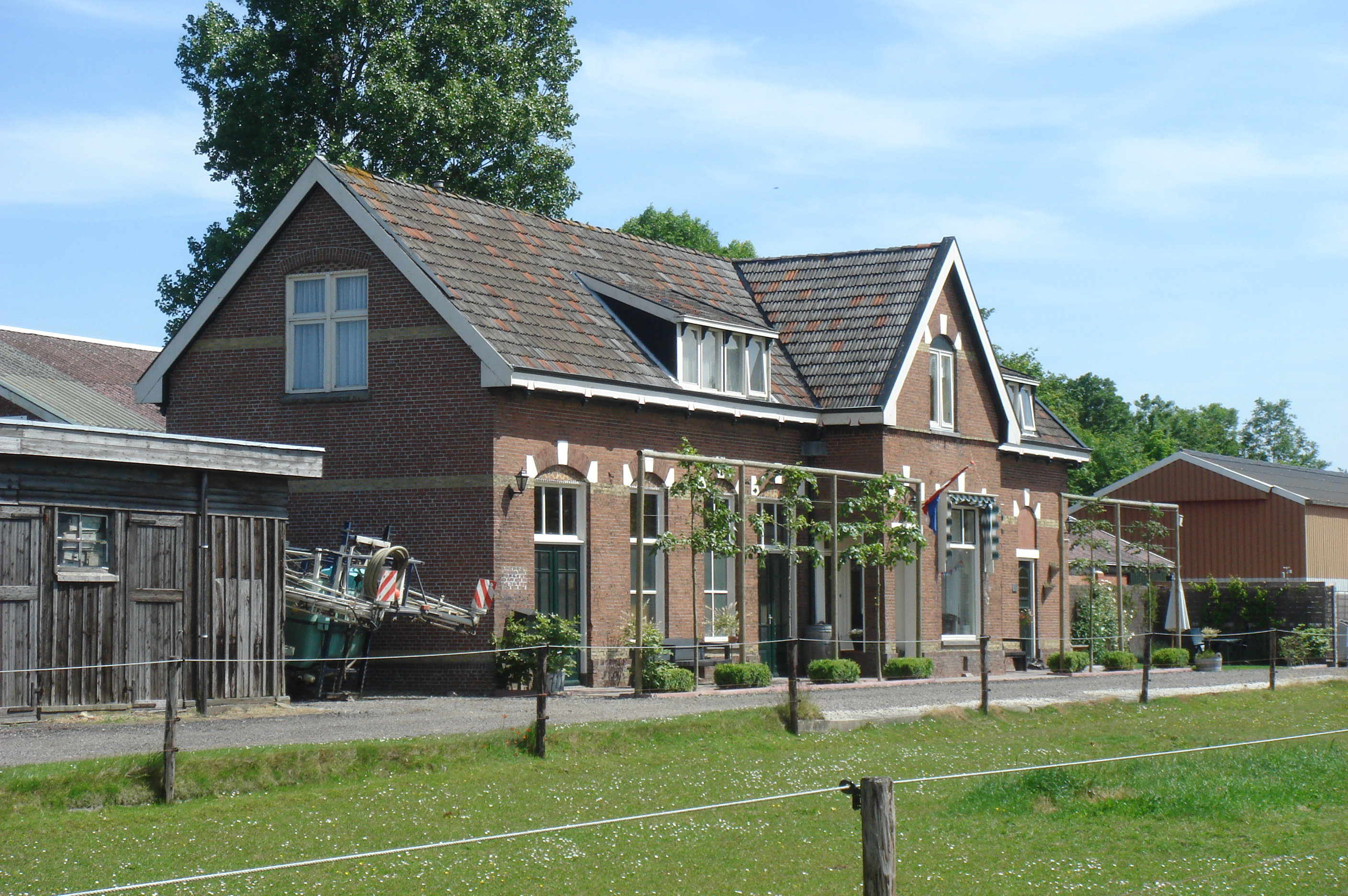
Station Ternaard anno juni 2009
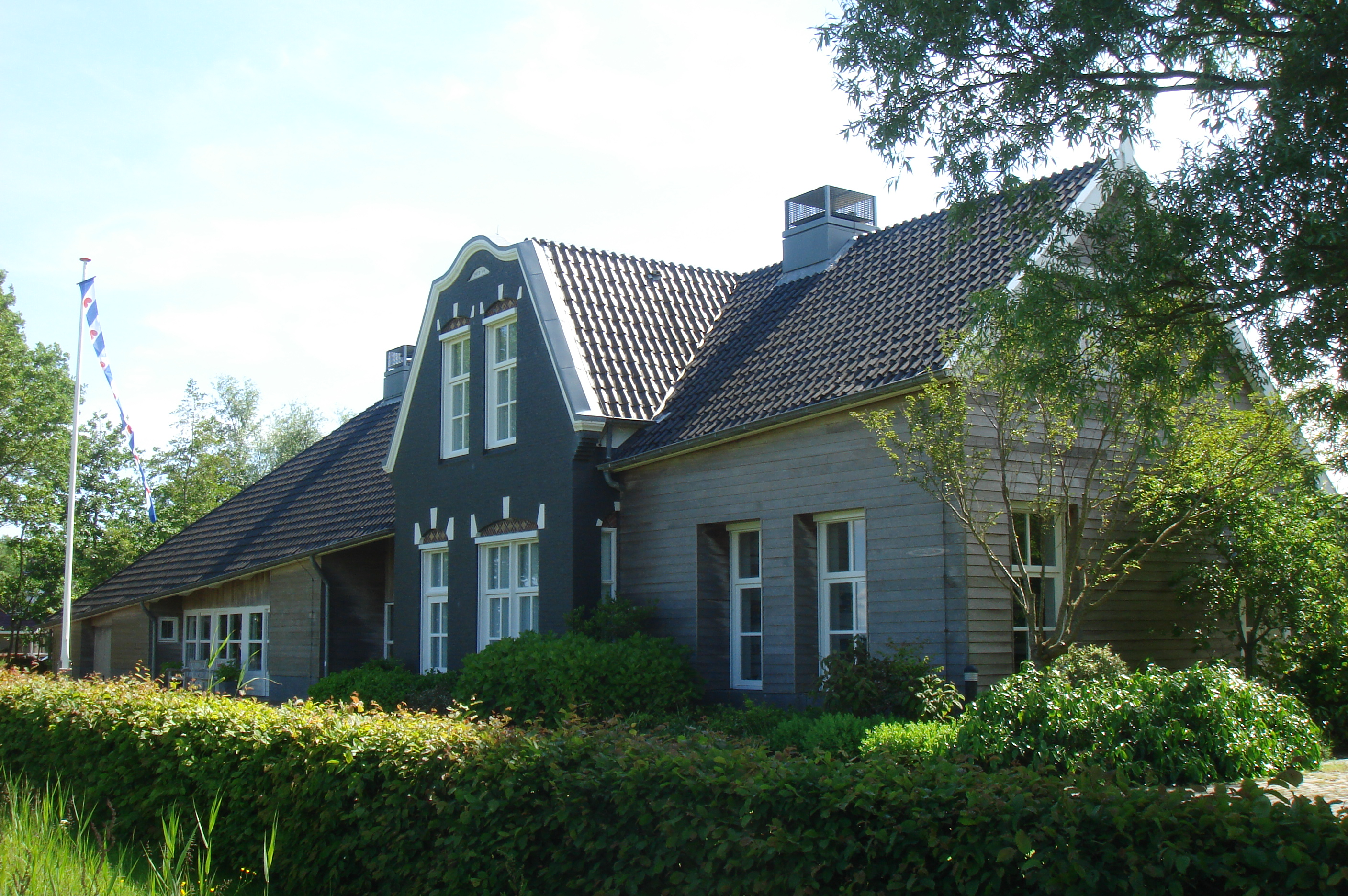
Station Metslawier anno juni 2009

## Trivia
- Over deze spoorlijn is een lied geschreven door Anne van der Mark.[4]
- Een Friese band noemde zich naar de lijn: It Dockumer Lokaeltsje.